# Cristina Alziati
Cristina Alziati (Milano, 28 febbraio 1963) è una poetessa e traduttrice italiana.

## Biografia
Ha studiato filosofia all'Università Statale di Milano. 
Nel 1992 ha esordito in antologia con una silloge poetica presentata da Franco Fortini.
Pubblicata nella collana diretta da Romano Luperini per Manni Editori, la sua raccolta  A compimento, in qualità di opera prima ed è giunta finalista al Viareggio. «È raro imbattersi in un poeta di cui, ad apertura di libro, si avverta la necessità», scrive il critico Massimo Raffaeli di questi versi di tensione morale e politica che, mediante una «scansione secca, prevalenza della sintassi sulla prosodia, vibrazioni che si danno per figure metonimiche e mai metaforiche» offrono una lucida meditazione su ferite, errori, orrori della contemporaneità. E del procedere di questa poesia, così nota Fortini: «A denti stretti, accettando lo stridore ultrasonico dell'eroicismo, senza nulla alle spalle se non eserciti di spettri, le parole sono politiche nel senso, oggi quasi smarrito, di una coincidenza fra passione della fede nell'invisibile e raziocinio del visibile».
Come non piangenti Marcos y Marcos, 2011, è la sua seconda raccolta poetica; Fabio Pusterla, che ne firma la quarta di copertina, così scrive: «La mia impressione è questa: siamo di fronte a un'autrice vera, [...] potente nell'espressione, capace di condensare in immagini lancinanti un pensiero di vasta portata, insieme lirico e, si potrebbe quasi dire, epico, poiché sa attraversare la soggettività individuale affilata da un'esperienza terribile [...] e aprirsi a uno sguardo sugli altri, sui sofferenti, sui minacciati, sui negati».
Suoi versi sono stati tradotti in francese a cura di Angèle Paoli e di Jean-Charles Vegliante. Cristina Alziati collabora con il Centro Studi Franco Fortini, contribuendo con articoli e interventi alla rivista online L'ospite ingrato.

## Poesia
- A compimento, prefazione di Luca Lenzini, Nota di Franco Fortini, San Cesareo di Lecce, Manni Editori, 2005 (Premio Pasolini Opera prima 2006), ISBN 8881766906
- Come non piangenti, quarta di copertina di Fabio Pusterla, Milano, Marcos y Marcos, 2011 (Premio Marazza e Premio Pozzale Luigi Russo 2012; Premio Stephen Dedalus 2013), ISBN 9788871685991
- Quarantanove poesie e altri disturbi, Milano, Marcos y Marcos, 2023 ISBN 9788892941175

## Traduzioni
- Hans Robert Jauss, Le questioni di Giobbe e la loro replica a distanza. Goethe, Nietsche, Heidegger, L'ospite ingrato ns. I, a cura di Tito Perlini, Quodlibet, 2008
- Nurit Peled-Elhanan, La Palestina nei testi scolastici di Israele. Ideologia e propaganda nell'istruzione, EGA - Edizioni GruppoAbele, 2015, ISBN 886579173X 9788865791738

## La critica
- Franco Fortini, Cristina Alziati. Introduzione, Annuario di poesia 1991-92, a cura di Guido Oldani, Crocetti Editore, 1992. Ora in Cristina Alziati, A compimento, Manni 2005
- Gianni D'Elia, Dispacci poetici con attenzione al gran testo del mondo, il manifesto, 8 gennaio 1993
- Luca Lenzini, Nota ai versi di Cristina Alziati,  L'ospite ingrato. Conflitto/guerra/media, Quodlibet, 2003
- Enzo di Mauro, Un filo rosso in poesia: Cristina Alziati, Alias-il manifesto, 17 luglio 2004
- Luca Lenzini, prefazione, in Cristina Alziati, A compimento, Manni, 2005
- Massimo Raffaeli,  Le 'res durae' d'una fortiniana, Alias-il manifesto, 26 novembre 2005
- Enzo Siciliano, Aprite quella porta, L'Espresso n. 49/50, 22 dicembre 2005
- Mauro Novelli, A compimento della modernità, Diario della settimana, 20 gennaio 2006
- Edoarda Masi, Il filo riannodato, guerre&pace, febbraio 2006
- Maurizio Cucchi,  Cristina Alziati, A compimento, su La Stampa web, 17 marzo 2006. URL consultato il 17 novembre 2020 (archiviato dall'url originale il 13 aprile 2013).
- Carlo Carabba, Cristina Alziati, A compimento. Rassegna dell'ultima poesia italiana, Nuovi Argomenti 36, ott-dic, Arnoldo Mondadori Editore, 2006
- Massimo Raffaeli, Malattia e rischio nei nuovi versi di Cristina Alziati, il manifesto, 20 dicembre 2009
- Fabio Pusterla,  quarta di copertina di Come non piangenti, Marcos y Marcos, 2011
- Alba Donati,  La poesia. Cristina Alziati (PDF). URL consultato il 5 aprile 2020 (archiviato dall'url originale il 26 maggio 2015), il Fatto Quotidiano, 4 novembre 2011
- Amedeo Anelli,  Dolore, vita e utopia nella poesia di Alziati (archiviato dall'url originale il 26 maggio 2015), Il Cittadino, 17 novembre 2011
- Giovanni Tesio,  Alziati, se il dramma è un atto d'amore (PDF). URL consultato il 5 aprile 2020 (archiviato dall'url originale il 26 maggio 2015)., Tuttolibri, inserto culturale de La Stampa, 19 novembre 2011:

- Carlotta Vissani,  Cristina Alziati, Come non piangenti (PDF). URL consultato il 5 aprile 2020 (archiviato dall'url originale il 26 maggio 2015)., RollingStone, n. 98, dicembre 2011
- Enzo Golino, Scorci di dolore in nome della pace, il Venerdì di Repubblica, 9 dicembre 2011
- Paolo Febbraro,  Resa e redenzione nei versi sottili di Cristina Alziati (PDF). URL consultato il 5 aprile 2020 (archiviato dall'url originale il 26 maggio 2015)., il manifesto, 22 dicembre 2011:

- Romano Luperini,  C'è l'eco di Fortini (PDF). URL consultato il 5 aprile 2020 (archiviato dall'url originale il 26 maggio 2015)., Il Sole 24 Ore, 8 gennaio 2012:

- Daniele Piccini,  Versi sacri che costeggiano il silenzio (PDF). URL consultato il 5 aprile 2020 (archiviato dall'url originale il 26 maggio 2015)., Corriere della Sera, 8 gennaio 2012

- Elio Grasso,  Cristina Alziati, Come non piangenti., Pulp libri, gennaio 2012
- Daniele Barbieri,  Di Cristina Alziati e della sovrapposizione dei tempi e delle cose., www.guardareleggere.net, febbraio 2012
- Davide Dalmas,  Nel tempo abbreviato., L'Indice dei libri del mese, giugno 2012
- Giuseppe Genna,  C. Alziati, Come non piangenti., Centraal Station, 24 giugno 2012
- Maria Nadotti,  C. Alziati, Come non piangenti., Lo Straniero, Anno XVI, n. 145, luglio 2012
- Franca Grisoni,  C. Alziati, Come non piangenti., Il Giornale di Brescia, 6 luglio 2012

- Massimo Raffaeli, Un compimento, Smerilliana, 15/2013
- Luca Lenzini,  La perseveranza. Sui versi di Cristina Alziati.,  L'Ospite ingrato, 5 novembre 2013
- Francesco Diaco,  La dolcezza di Erminia, il coraggio di Clorinda. Sulla poesia di Cristina Alziati.,  «Italian Studies», 72, 1, 2017
- Alessandra Conte,  7x7 con Cristina Alziati: Come non piangenti in una lettura di Alessandra Conte., «Librobreve»
- Massimo Raffaeli, Poesie di Cristina Alziati, https://www.ospiteingrato.unisi.it/poesie-di-cristina-alziatimassimo-raffaeli/ «L'Ospite ingrato» 4 maggio 2023
- Carmelo Princiotta, Quarantanove poesie e altri disturbi, https://www.lindiceonline.com/letterature/narratori-italiani/cristina-alziati-quarantanove-poesie-e-altri-disturbi-2/ «L'Indice dei librei del mese online» 24 luglio 2023

## Riconoscimenti
- Nel 2006 Premio Pasolini [7].
- Nel 2012 Premio Marazza [8]
- Nel 2012 Premio Pozzale Luigi Russo[9]
- Nel 2013 Premio Stephen Dedalus [10].